# رونالد آلن
رونالد آلن (انگلیسی: Ronald Allen؛ ۱۶ دسامبر ۱۹۳۰ – ۱۸ ژوئن ۱۹۹۱) هنرپیشه اهل بریتانیا بود. از فیلم‌هایی که وی در آن نقش داشته است، می‌توان به قایق‌های جهنمی اشاره کرد.